# 贝恩德·哈特施泰因
贝恩德·哈特施泰因（德語：Bernd Hartstein，1947年10月26日—），德国男子射击运动员。他曾代表东德参加1976年和1980年夏季奥林匹克运动会射击比赛，其中1980年奥运会获得一枚银牌。